# 武昌教會
武昌教會（Wu-Chang Church），全名「財團法人中華基督教浸信宣道會武昌教會」，是一間位於臺灣高雄市的基督教新教教會。於1977年聖誕節，由宣教士萬約翰牧師與當時三民教會執事黃明吉牧師創立。當時堂址為武昌街81巷3號，因此取名「武昌教會」。現任主任牧師為郭俊豪牧師，於2017年11月26日接任。

## 歷史
武昌教會簡史如下：
- 1977年聖誕節：本會創立，租高雄市苓雅區武昌街81巷3號作為堂址。
- 1992年：本會遷入四維國宅社區。
- 1995年：實施小組化教會。
- 1996年：成立「高雄市社區關懷協會」。
- 2006年11月12日：本會遷入高雄市政府對面的現址，舉行獻堂感恩禮拜。
- 2007年9月：成立「致福益人學苑武昌分校」。
- 2017年3月18日~3月19日：蔡琴於本會舉辦「福音見證演唱會」[2]。
- 2017年11月26日：舉行「武昌教會40週年感恩禮拜暨鄭博仁牧師榮退交接禮」[3][4]。

## 使命
此教會的使命與異象宣言：
- 在大高雄地區建造一個實踐大使命，榮耀基督的教會。
- 藉著分區聚會及植堂，到公元2015年設立10個分區或分堂，總人數5000人的小組教會。
- 聯結海內外有共同異象的教會或機構，參與宣教、培訓，以完成主的大使命。
- 到公元2015年差派10位宣教士。

## 分堂
藉著分區聚會及植堂，至2015年截止設立10個分區或分堂，如下：
- 浸宣南京教會：1986年成立，位於高雄市鳳山區。
- 浸宣覺民教會：1993年成立，位於高雄市三民區。
- 車城福音中心：1997年成立，位於屏東縣車城鄉。
- 浸宣武昌真光教會：2003年成立，位於高雄市三民區。
- 浸宣武昌生命泉教會：2005年成立，位於高雄市左營區。
- 浸宣武昌鳳山教會：2009年成立，位於高雄市鳳山區。
- 浸宣武昌恩福教會：2011年成立，位於高雄市左營區。
- 浸宣武昌美濃教會 ：2014年成立，位於高雄市美濃區。
- 浸宣武昌八福教會：2013年成立，位於高雄市仁武區。
- 浸宣武昌新世代教會：2016年成立，位於高雄市左營區。

## 圖輯

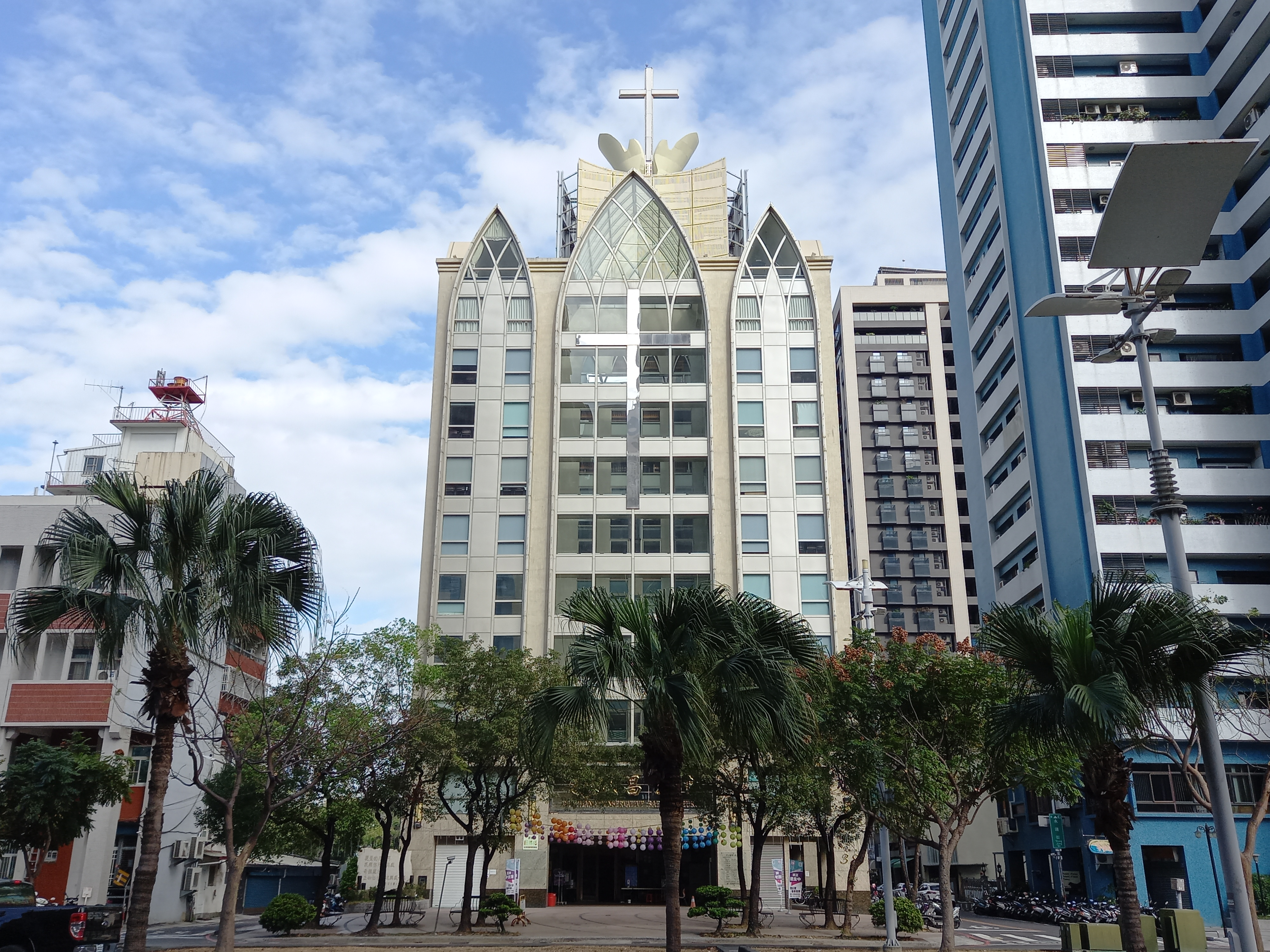
高雄浸宣武昌教會全景
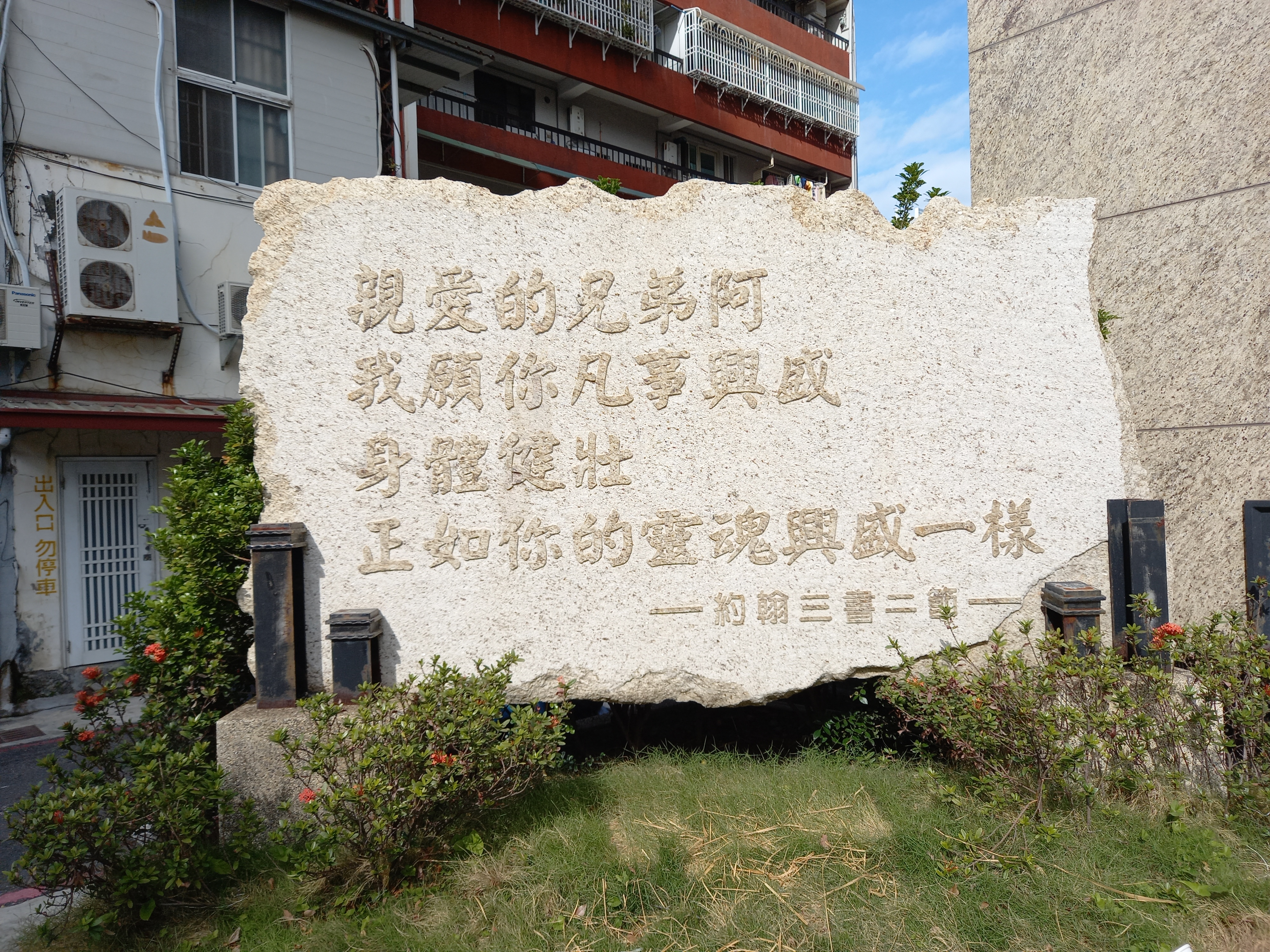
武昌教會入口處聖經祝福經文
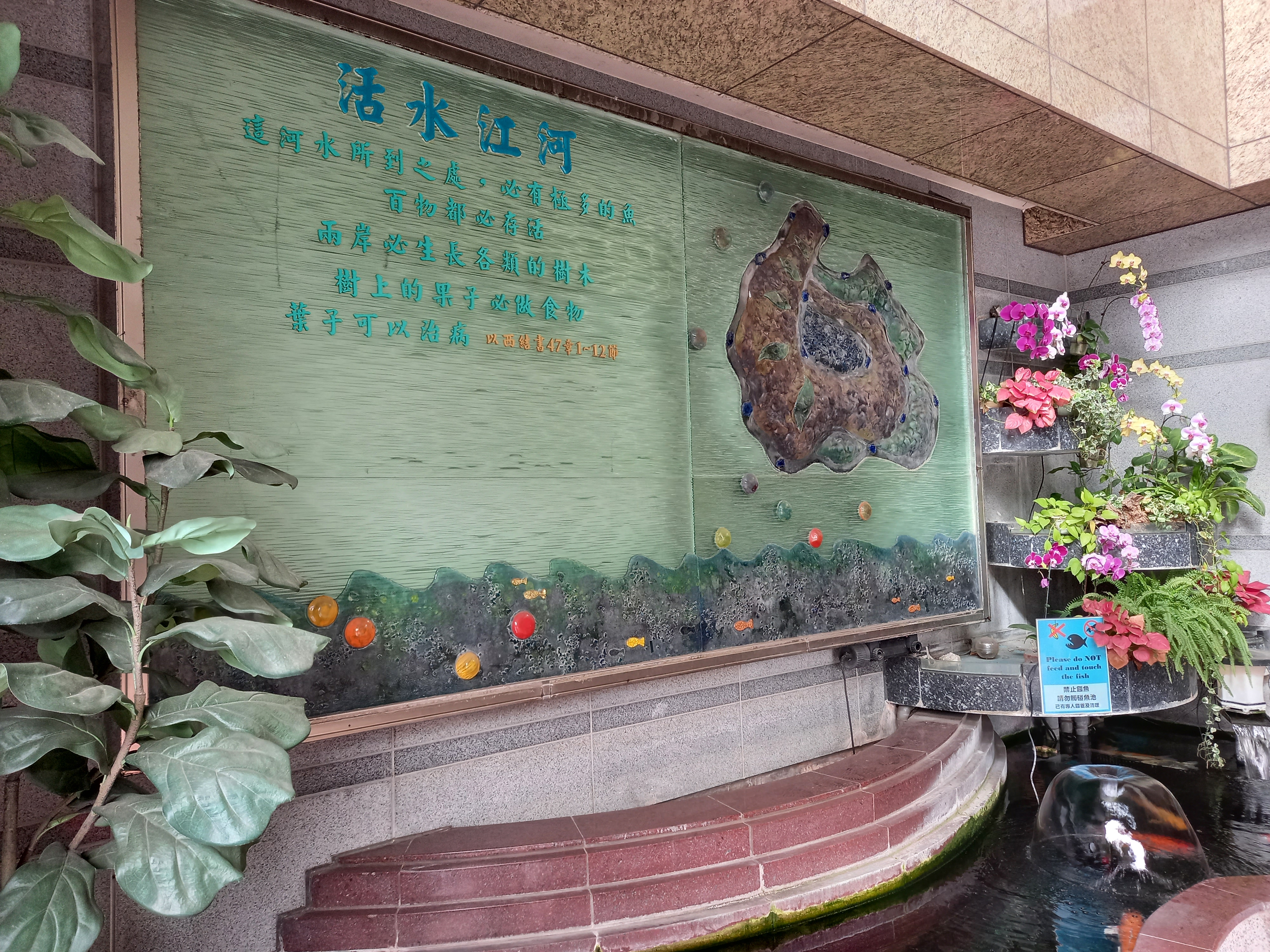
武昌教會一樓造景水池

## 外部連結
- 武昌教會全球資訊網 （页面存档备份，存于）
- 武昌學生牧區
- 武昌社青團契